# Міністерство освіти і науки Грузії
Міністерство освіти і науки Грузії (груз. საქართველოს განათლებისა და მეცნიერების სამინისტრო) — орган виконавчої влади, керівники якого є членами уряду. Міністерство є основним державним органом, що здійснює функції управління і контролю у сфері освіти і науки.

## Історія
Міністерство освіти вперше з'явилося в Грузинській Демократичній Республіці. Перший міністр у 1918—1920 роках, Георгій Ласхішвіли. Після встановлення Радянської влади в Грузії була перейменована в Нарком освіти, перший комісар Давид Канделакі. Пізніше народний комісаріат СРСР перейменовано у Міністерство вищої і середньої спеціальної освіти. З 1990-х років Міністром освіти і науки була Лія Андгуладзе.

## Міністри
- Ніколоз Гварамія — з 27 жовтня 2008 року по 7 грудня 2009 року
- Дімітрі Шашкін — з 21 грудня 2009 року по 4 липня 2012 року
- Хатія Деканоідзе — з 4 липня 2012 року по 25 жовтня 2012 року
- Маргвелашвілі Георгій — з 25 жовтня 2012 року по 18 липня 2013 року
- Тамар Санікідзе — з 18 липня 2013 року по 3 червня 2016 року
- Олександр Джеджелава — з 3 червня 2016 року по наш час

## Закони
Парламент Грузії в третьому, остаточному читанні схвалив законопроєкт про скасування випускних іспитів у всіх школах країни.